# Pocket Dream Console
De Pocket Dream Console is een tv-spel ontwikkeld door de Chinese fabrikant Conny Technology en bevat 30 geïntegreerde computerspellen.
Het handzame apparaat beschikt over een ingebouwd 5,1 cm groot lcd-kleurenscherm maar kan daarnaast ook met een kabel op de televisie worden aangesloten.

## Technische specificaties
- 16 bit processor
- 30 geïntegreerde spellen
- één grote achtrichtingenbesturingsknop (D-pad) en drie functietoetsen
- geïntegreerd 5,1cm-lcd-kleurenscherm
- A/V-aansluiting voor verbinding met een televisie
- geïntegreerde luidspreker
- hoofdtelefoonaansluiting
- afmetingen 98 × 18 × 50 mm

## De geïntegreerde computerspellen

### Actiespel
- Backyard Hoodle
- Cross River
- Diamond
- Joe Ma
- Mov-Box
- Piggy's Adventure
- Sub Explore

### Racespel
- Circuit Racer
- Crazy Moto
- GT Racing
- Rally Racing
- Street Boy

### Schietspel
- Annihilation Action
- Battle Fighter

### Sportspel
- Bowling en andere sport spellen

### Platformspel
- 100 Floors
- North-Plot
- Q-Toon

### Overig
- B.P.
- Big Fish
- Big Five
- Black Jack
- Fun Match
- Jewel Box
- Potpit
- Pickpic
- Roulette
- Slot Machine
- Smart Match
- Sub War

## Varianten
Het apparaat is in meerdere varianten verkrijgbaar met als enig verschil het aantal geïntegreerde computerspellen:
- 30 spellen
- 40 spellen
- 50 spellen
- 100 spellen

## Branding
De Pocket Dream Console is onder verschillende (merk)namen bekend:
- België: Pocket Dream Station (Intertoys)
- Duitsland: Mobile Games Technology Pocket Star (Pearl Agency)
- Frankrijk: Pocket Dream Station Videojet
- Nederland: Pocket Dream Station (Intertoys)
- Verenigde Staten: Videojet Pocket Dream Console (Toys "R" Us)

Spelcomputers · Draagbare spelcomputers (Lijst van draagbare spelcomputers)